# Epimecis virginaria
Epimecis virginaria är en fjärilsart som beskrevs av Herbst 1785. Epimecis virginaria ingår i släktet Epimecis och familjen mätare. Inga underarter finns listade i Catalogue of Life.